# 三闖少林
《三闖少林》是1983年邵氏出品，著名武術指導唐佳一生中僅有的三部導演作品之一，爾冬陞、白彪、高飛、劉玉璞主演。武指出身的唐佳一向擅長多人打鬥，本片發揮所長，動用六位武指度招（黃培基、元彬、元華、李海生、江全，加上唐佳自己），設計出的“大刀陣”、“十二金剛陣”及“板凳陣”，群鬥場面令人嘆為觀止。

## 劇情簡介
四大家族之一的金虎鏢局在一次押鏢途中全部被殺，不久天風莊也被滅門，因為堂主方長風的背上插著葉青花的獨門兵器──飛葉金刀，因此葉青花成為被懷疑的對像，但遊俠雷迅看出真正致死的原因是少林金剛掌，為了替好友洗脫嫌疑，雷迅與喬一多三闖少林，連破“大刀陣”、“十二金剛陣”及“板凳陣”三陣，終於揪出四名和尚為兇手。原以為真相已經大白，誰知黑龍莊也被滅門，雷迅與喬一多才知道被人利用……

## 演員表
| 演員                        | 角色                       | 粵語配音         |
| --------------------------- | -------------------------- | ---------------- |
| 爾冬陞                      | 雷迅                       | 鄧榮銾           |
| 白彪                        | 喬一多                     | 朱子聰           |
| 劉玉璞                      | 葉青花                     | 盧素娟           |
| 高飛                        | 見性／葉翔（關東六魔之一） | 賈鳳梧           |
| 詹森                        | 少林方丈                   | 金貴             |
| 李海生                      | 空性                       | 陳永信           |
| 關峰                        | 龍天奇（黑龍莊莊主）       | 盧雄             |
| 谷峰                        | 白雲莊盧莊主               | 金貴             |
| 艾飛                        | 方長風（天風莊莊主）       | 馮永和           |
| 鄧偉豪                      | 金虎堡堡主                 |                  |
| 徐錦江 陳國權 魚頭雲        | 十二金剛                   | 丁羽 馮永和 盧雄 |
| 李耀敬 楊德毅 凌志雄 黃偉堂 | 壞和尚                     |                  |
| 何栢光                      | 賭坊老板                   |                  |
| 沈勞                        | 客棧掌櫃                   | 陳永信           |

## 外部連結
- 香港影庫上《三闖少林》的資料（繁體中文）
- 開眼電影網上《三闖少林》的資料（繁體中文）
- 时光网上《三闖少林》的資料（简体中文）
- 豆瓣电影上《三闖少林》的資料 （简体中文）
- 爛番茄上《三闖少林》的資料（英文）
- AllMovie上《三闖少林》的资料（英文）
- 互联网电影数据库（IMDb）上《三闖少林》的资料（英文）